# Stephanuskirche (Mannheim)

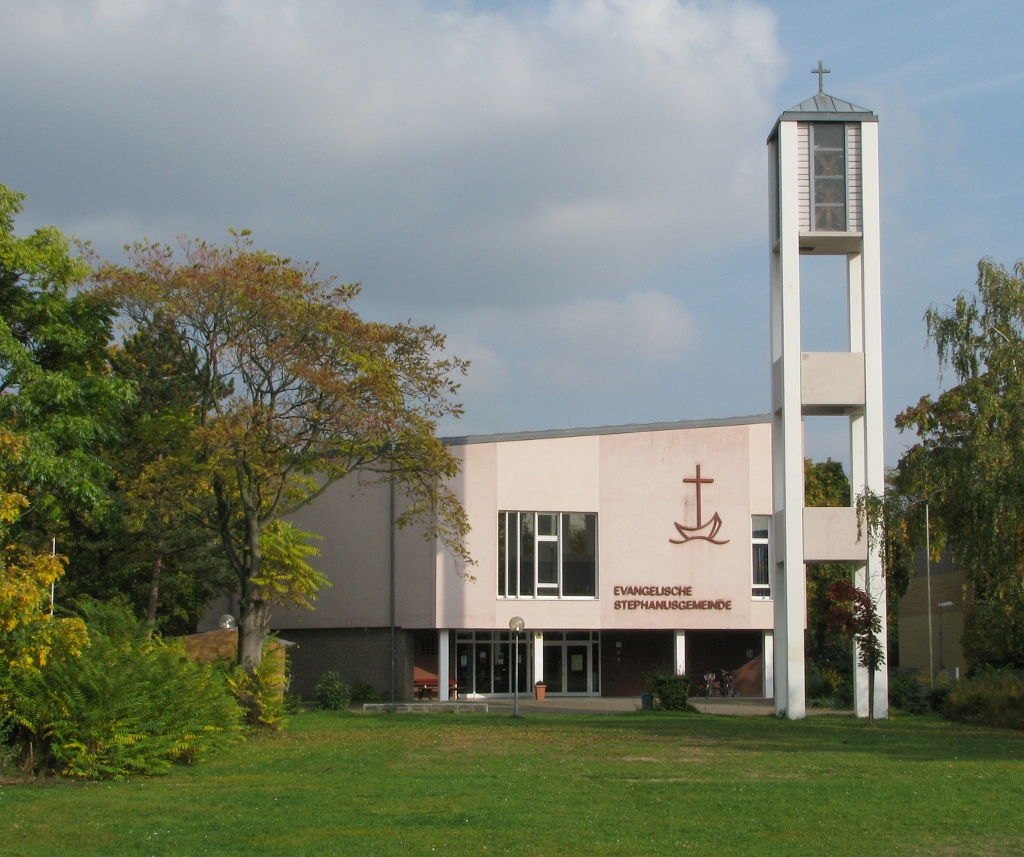
Stephanuskirche

Die Stephanuskirche war eine evangelische Kirche im Mannheimer Stadtteil Schönau. Sie wurde zwischen 1965 und 1967 nach den Plänen von Wilhelm Stubbe erbaut.

## Geschichte
Schönau wurde in den 1930er Jahren planmäßig besiedelt, nachdem hier bereits nach dem Ersten Weltkrieg eine nicht genehmigte Ansiedlung mit Notbehausungen entstanden war. Die evangelischen Einwohner wurden von der Sandhofer Dreifaltigkeitskirche betreut, bis 1938 mit dem Bau eines Gemeindehauses in Schönau ein Pfarrvikariat eingerichtet wurde. Nach dem Zweiten Weltkrieg wurde es 1951 zur selbständigen Pfarrei erhoben und kurz darauf wurde die Emmauskirche erbaut.
Da die Zahl der Gemeindemitglieder auf über 10.000 anwuchs, wurde am 1. Oktober 1959 an der Emmauskirche eine zweite Pfarrei eingerichtet, die für Schönau-Nord und das nördlich gelegene Blumenau zuständig war. Bereits im Jahr darauf bekundete die Evangelische Kirchengemeinde Mannheim gegenüber der Stadtverwaltung Interesse an einem Grundstück an der Rastenburger Straße für den Neubau von Kirche, Pfarrhaus, Gemeindehaus und Kindergarten für die neue Pfarrei. Bis 1965 wurden im ersten Bauabschnitt Pfarrwohnung, Kindergarten und Jugendräume fertiggestellt. Im selben Jahr benannte sich die Gemeinde nach Stephanus. Der zweite Bauabschnitt mit dem Stephanussaal konnte 1967 eingeweiht werden. Der vorgesehene dritte Bauabschnitt mit dem Kirchenbau wurde aus finanziellen Gründen nie verwirklicht, so dass das Gemeindehaus am 26. Dezember 1969 als Stephanuskirche eingeweiht wurde. Der Glockenturm wurde 1993 erbaut.
Im Laufe der Zeit verlor die evangelische Kirche Mitglieder, so dass 2007 die Emmausgemeinde und die Stephanusgemeinde zur Evangelischen Gemeinde Mannheim-Schönau zusammengeschlossen wurden. Zunächst fanden die Gottesdienste noch abwechselnd in den beiden Kirchen statt, bis am 9. Januar 2011 die Stephanuskirche entwidmet wurde. Nach einer neuen Nutzung für das Gebäude wird noch gesucht. Das Kreuz, die Altarbibel, das Taufbecken und die Abendmahlsgeräte wurden in die Emmauskirche gebracht.

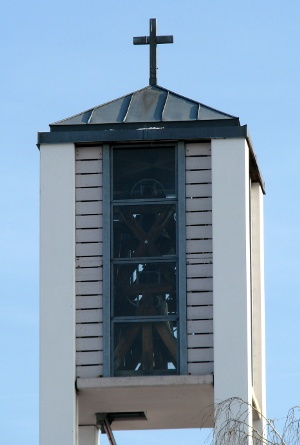
Glockenstuhl

## Beschreibung
Die Stephanuskirche steht im Norden von Schönau an der Rastenburger Straße. Das Gebäude erhebt sich über einem fünfeckigen Grundriss. Die Innenwände sind mit Holz vertäfelt. Die 350 Sitzplätze fassende Bestuhlung war radial auf den Altar ausgerichtet. Dieser war schlicht gestaltet und nur mit einem Glas-Emaille-Kreuz des Offenburger Künstlers Otto Kast geschmückt.
Der freistehende Glockenturm aus Beton hat eine Höhe von 21 Metern. Die Glockenstube ist aus Holz und besitzt Glasfenster. Das Geläut besteht aus vier Glocken, die 1993 von Bachert Heilbronn gegossen wurden.
| Name             | kg  | Ton   |
| ---------------- | --- | ----- |
| Stephanusglocke  | 382 | h'    |
| Betglocke        | 268 | cis'' |
| Segensglocke     | 173 | e''   |
| Sakramentsglocke | 122 | fis'' |